# 松川準輝
松川 準輝（まつかわ じゅんき、1993年4月3日 - ）は、日本の俳優。北海道出身。

## 出演

### テレビドラマ
- TBSテレビ「最愛」
- フジテレビ「本当にあった怖い話」
- NHK「声優×怪談」
- 朝日放送「幸色のワンルーム」
- TBSテレビ「リーダーズ」
- フジテレビ「ミス・パイロット」
- TBSテレビ「半沢直樹」
- フジテレビ「競争の番人」
- テレビ東京「警視庁強行犯係樋口顕」
- TBSテレビ「クロサギ」
- テレビ朝日「ザ・トラベルナース」
- フジテレビ「親愛なる僕へ殺意をこめて」